# Ferdinando Terruzzi
Ferdinando Terruzzi (født 17. februar 1924 i Sesto San Giovanni, død 9. april 2014 i Sarteano) var en cykelrytter fra Italien, der primært kørte banecykling.
I begyndelsen af 1940'erne var Terruzzi en af Italiens bedste amatørbanecykelryttere, og han blev national mester i sprint i 1942. Det blev hans eneste italienske mesterskab, idet han kom til at stå lidt i skyggen af Mario Ghella.
Terruzzi blev udvalgt til at deltage i OL 1948 i London, hvor han kørte tandem sammen med Renato Perona. De to italienere vandt først over et argentinsk par, hvorpå de i kvartfinalen besejrede et belgisk par. Efter sejr over et schweizisk par i semifinalen stod de i finalen over for briterne Reg Harris og Alan Bannister. Finalen blev kørt i højst tre løb, og briterne vandt det første, hvorpå italienerne vandt det andet. På grund af forsinkelser i løbsprogrammet var det næsten mørkt, da det afgørende løb blev kørt. Briterne begyndte bedst, men italienerne indhentede dem og vandt med et ganske lille forspring (ca. 15 cm) og sikrede sig dermed guldmedaljerne, mens Harris og Bannister fik sølv. Franskmændene René Faye og Gaston Dron vandt kampen om tredjepladsen og bronzemedaljerne.
Efter OL 1948 blev Terruzzi professionel og konkurrererede i sin sport frem til 1967, hvor han var et stykke over fyrre år gammel. Han specialiserede sig især i seksdagesløb, og han deltog i 149 af den slags løb, hvoraf han vandt de 25. Blandt hans sejre var to ved Københavns seksdagesløb i 1953 og 1954 med makkeren Lucien Gillen. I februar 1959 vandt han seksdagesløbet i Aarhus sammen med danske Knud Lynge.
Han blev europamester i parløb i 1957 og i 100 km baneløb i 1958. Efter afslutningen af sin karriere åbnede Terruzzi en cykelforretning i Sarteano.